# 庫多瓦-茲德魯伊
庫多瓦-茲德魯伊（波蘭語：Kudowa-Zdrój）是波蘭下西里西亞省的城鎮，始建於1354年，面積33.90平方公里，最高點海拔高度420米，2024年人口9,280。

## 外部連結
- Official website （页面存档备份，存于）

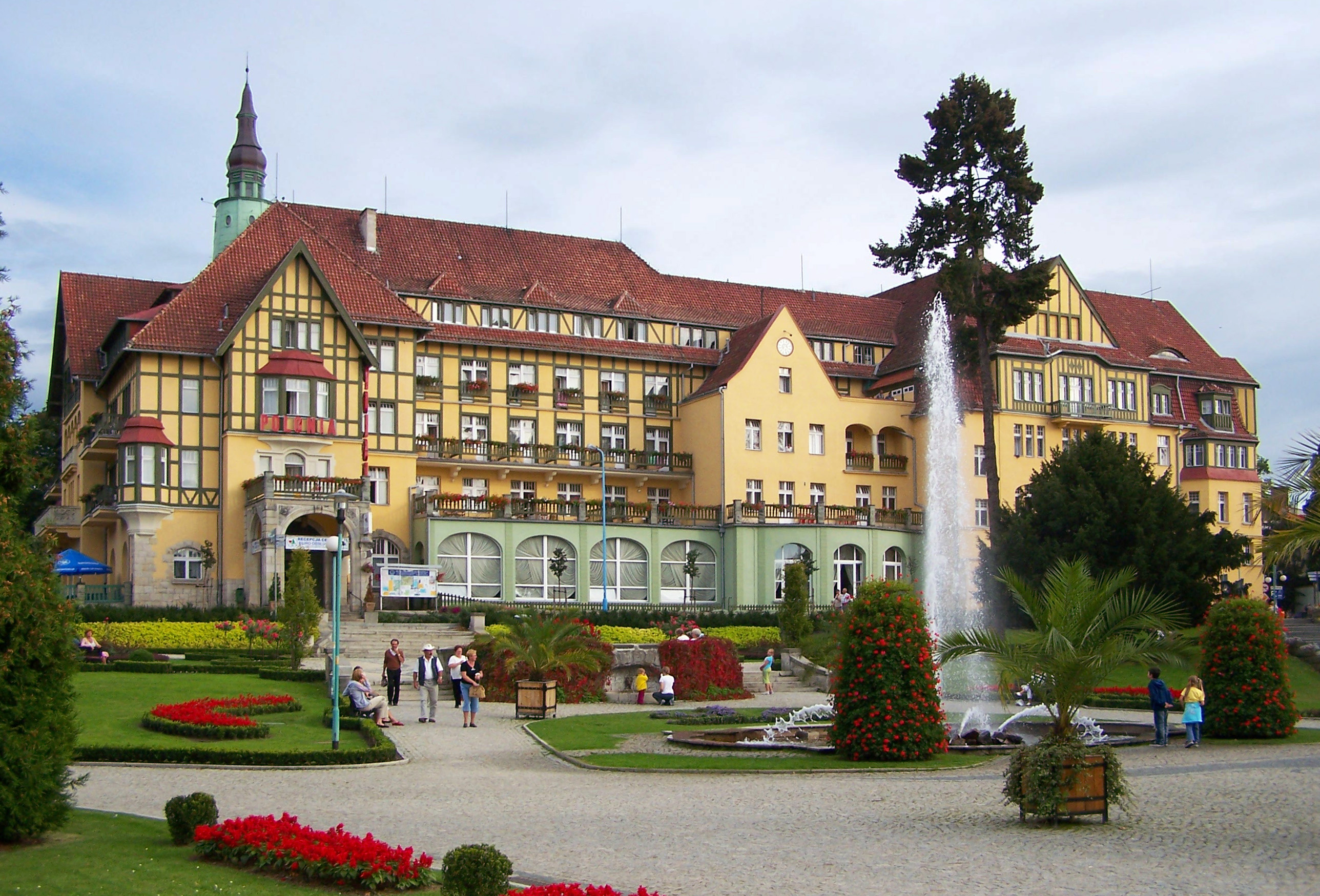

- Jewish Community in Kudowa-Zdrój on Virtual Shtetl
- Kudowa-Zdrój on Map （页面存档备份，存于）